# Dendropsophus padreluna
Dendropsophus padreluna es una especie de anfibios de la familia Hylidae. Es endémica de Colombia.
Sus hábitats naturales incluyen praderas a gran altitud, pantanos, marismas intermitentes de agua dulce, pastos, jardines rurales y estanques.